# Pseudophaula foersteri
Pseudophaula foersteri là một loài bọ cánh cứng trong họ Cerambycidae.